# Oronotus thoracicus
Oronotus thoracicus är en stekelart som beskrevs av Costa 1885. Oronotus thoracicus ingår i släktet Oronotus och familjen brokparasitsteklar. Inga underarter finns listade i Catalogue of Life.